# Spey (rivière de Tasman)
Pour les articles homonymes, voir Spey (homonymie).
La rivière Spey  (en anglais : Spey River) est un cours d’eau du massif des Monts Tasman dans le nord-ouest de l’Île du Sud de la Nouvelle-Zélande .

## Géographie
La rivière draine le lac Aorere près du col d’Aorere Saddle, et est alimentée par de nombreux petits ruisseaux drainant le massif du Gouland à l’ouest et une partie de la chaîne des Domett (que la rivière coupe en deux) à l’est. Elle s’écoule vers le nord puis vers l’est, avant de rejoindre le cours supérieur du fleuve Aorere .